# Gilbwaldsänger
Der Gilbwaldsänger (Myiothlypis flaveola, Syn.: Basileuterus flaveolus) ist ein kleiner Singvogel aus der Familie der Waldsänger (Parulidae). Das Verbreitungsgebiet befindet sich in Südamerika. Die IUCN listet die Art als „nicht gefährdet“ (Least Concern).

## Merkmale
Gilbwaldsänger erreichen eine Körperlänge von 14,5 Zentimetern. Die Flügellänge beträgt beim Männchen 6,3 bis 6,7 Zentimeter, beim Weibchen 5,9 bis 6 Zentimeter. Adulte Gilbwaldsänger und Jungvögel ab dem ersten Jahr tragen ein olivgrünes Kronen-, Nacken- und Oberseitengefieder. Die Flügel sind dunkelbraun mit olivgrünen Federränder. Die olivgelben Ohrendecken laufen nach unten gelb aus. Der unterbrochene Augenring, der  Superciliarstreifen, der hinter dem Auge olivgelb ausläuft, sowie das Unterseitengefieder mit leicht oliv verwaschenen Flanken sind gelb. Über dem Auge verläuft ein dunkeloliver Augenstreifen. Der Schnabel ist schwärzlich; die Beine hell orange-fleischfarben.

## Vorkommen, Ernährung und Fortpflanzung
Das Hauptverbreitungsgebiet befindet sich im Zentralosten von Südamerika. Vorkommen gibt es im Süden von Brasilien, im Osten von Bolivien sowie im Osten von Paraguay. Isolierte Populationen bestehen des Weiteren im Norden von Venezuela sowie an der Grenze nach Kolumbien (Táchira und Norte de Santander). Sie bewohnen niedrig liegende trockene Laubwälder sowie Galeriewälder und zuwachsende Rodungen gewöhnlich unterhalb von 1000 Metern. Im Norden von Venezuela kommen sie auch in Bergregenwäldern bei einer Höhe von 1350 Metern vor.
Gilbwaldsänger ernähren sich vorwiegend von Insekten und weiteren Wirbellosen, die sie hüpfend am Boden oder im dichten Unterholz suchen. Dabei wippt der Schwanz stetig auf und ab und wird bei der Abwärtsbewegung leicht gespreizt. Ihr Nest legen sie gewöhnlich am Boden an. Als Nistmaterial verwenden sie Gras, Blätter und Gemüsefasern. Ein Gelege umfasst meist drei Eier. Über die Bebrütungs- und Nestlingszeit gibt es keine Untersuchungen. Im Nordosten von Kolumbien wurde Ende Oktober ein brütendes Weibchen gesichtet und im Südosten von Brasilien im September ein Exemplar beim Nestbau.